# 梁渓区
梁渓区（りょうけい-く）は中華人民共和国江蘇省無錫市に位置する市轄区。

## 概要
2015年10月13日に崇安区・南長区・北塘区が合併して成立した区である。

## 行政区画
- 街道:崇安寺街道、清名橋街道、恵山街道、北大街街道、広益街道、揚名街道、黄巷街道、瞻江街道、山北街道